# Modliborzyce, Lublin Voivodeship
Modliborzyce [mɔdlibɔˈʐɨt͡sɛ] là một thị trấn thuộc Janów Lubelski, Lublin Voivodeship, ở miền đông Ba Lan. Đó là khu vực hành chính của Gmina Modliborzyce. Nó nằm ở tỉnh lịch sử Lesser Poland, cách khoảng 8 kilômét (5 mi) về phía tây bắc của Janów Lubelski và 58 km (36 mi) về phía nam thủ phủ khu vực Lublin. Ngôi làng có dân số là 1.311 người, và từ năm 1631 - 1869, nó từng là một thị trấn. Nó trở thành thị trấn một lần nữa vào ngày 1 tháng 1 năm 2014. Tên của nó xuất phát từ Modliborzyce, Świętokrzyskie Voivodeship, đã tồn tại trước khi thành lập làng. Bản thân cái tên Modliborzyce được đặt theo tên Modlibog của Ba Lan cổ đại.
Modliborzyce tọa lạc tại vị trí đẹp nhất tại điểm mà ba khu vực địa lý chính của Ba Lan gặp nhau - Vùng cao Lublin, Lưu vực Sandomierz và Roztocze. Phần phía nam của ngôi làng thuộc Công viên Cảnh quan của Rừng Janów, và phía bắc được bao phủ bởi khu vực được bảo vệ của Roztocze.
Lịch sử của ngôi làng bắt đầu từ ngày 27 tháng 2 năm 1631, khi một quý tộc địa phương tên là Stanisław Wioteski nhận được sự cho phép của Vua Zygmunt III Waza, để tìm một thị trấn trong khu vực của làng Słupie đã tồn tại. Thị trấn được gọi là Modliborzyce, và vào năm 1644-1664, nhà thờ St. Stanisław đã được xây dựng. Sau gia đình Wioteski, thị trấn thuộc về Mikołaj Słoniewski. Vào nửa sau của thế kỷ 17, một giáo đường được mở ra bởi một dòng người định cư Do Thái. Năm 1706, quân đội Nga đã đóng quân tại Modliborzyce, nơi có ảnh hưởng tiêu cực đến sự phát triển của thị trấn. Vào thế kỷ 18 và 19, Modliborzyce thuộc về một số gia đình quý tộc - Nahorecki, Wierciński, Doliński và Gorzkowski. Từ năm 1815, thị trấn thuộc về Quốc hội Ba Lan do Nga kiểm soát. Modliborzyce bị đốt cháy vào năm 1804 và 1841. Vào năm 1855, cư dân của nó đã bị dịch tả tàn sát.
Trong cuộc nổi dậy tháng giêng, theo sáng kiến của một quý tộc địa phương Ignacy Solman, một trung đoàn đã được thành lập, tham gia vào một cuộc giao tranh với người Nga gần Janów Lubelski. Solman đã bị giết bởi người Cossacks, và vào năm 1869, chính phủ Nga đã trừng phạt Modliborzyce bằng cách giảm tư cách của nó thành của một ngôi làng. Modliborzyce là một trong những trụ sở địa phương chính của Quân đội Armia Krajowa Ba Lan, và sự chiếm đóng của Đức kết thúc vào tháng 7 năm 1944.
Vào tháng 9 năm 1939, Luftwaffe đã hai lần ném bom Modliborzyce (ngày 8 và 15 tháng 9). Hậu quả là 87 người chết và hầu hết các tòa nhà trong thị trấn đã bị phá hủy. Năm 1940, chính quyền Đức đã đưa 1.200 người Do Thái từ Viên đến khutậpp trung Modliborzyce. Nhóm này sau đó đã bị hành quyết - với dân số 1.200 người Do Thái địa phương - tại trại hủy diệt Bełżec vào tháng 10 và tháng 11 năm 1942. Cộng đồng Do Thái không còn tồn tại .
Do vị trí của nó, Modliborzyce là một trung tâm du lịch quan trọng của địa phương. Điểm đáng quan tâm nhất của nó là nhà thờ Baroque (1644 - 1664), tháp chuông (1775) và giáo đường (1760), hiện là trung tâm của văn hóa.